# Чик (часопис)
Чик је био један од еротских часописа која је на насловним странама углавном објављивао фотографије обнажених старлета, а концепција часописа је била генерално усмерена ка сексуалном васпитању омладине. Постојале су рубрике са интимним писмима читалаца, њихових прича из живота, затим огласи, љубавни и еротски романи у наставцима итд.
Први број петнаестодневника „Чик“ изашао је 1970. године, а проистекао је из часописа „Чик погоди“.
Специфичност овог часописа представљао је избор за најлепшу ученицу „Мис Бамби“, али објављивање фотографија кандидаткиња и победница конкурса нису никада прелазиле границе пристојности.